# Панфилов, Михаил Михайлович
Михаил Михайлович Панфилов (19 сентября 1915, Кинельский район — 1 июля 1979, Самарканд) — сержант Рабоче-крестьянской Красной Армии, участник Великой Отечественной войны, Герой Советского Союза (1943). Командир орудия 1669-го истребительно-противотанкового артиллерийского полка 7-й гвардейской армии Степного фронта.

## Биография
Михаил Панфилов родился 19 сентября 1915 года в селе Грачёвка Кинельского района Самарской области в семье рабочего. По профессии столяр. Работал на хлопкозаводе в Узбекистане.
В августе 1941 года был призван в Красную Армию. На фронте во время Великой Отечественной войны с того же года. 5 октября 1943 года на правом берегу реки Днепр самостоятельно остановил атаку танков противника. Также был единожды ранен.
Указом Президиума Верховного Совета СССР от 26 октября 1943 года за «образцовое выполнение боевых заданий командования на фронте и проявленные при этом мужество и героизм» сержант Михаил Панфилов был удостоен высокого звания Героя Советского Союза с вручением ордена Ленина и медали «Золотая Звезда» за номером 1391.
После окончания войны Панфилова демобилизовали. Возвратившись домой, работал столяром в местном мебельном комбинате.
Михаил Панфилов скончался 1 июля 1979 года. Похоронен на Центральном кладбище в Самарканде.